# 内山完造

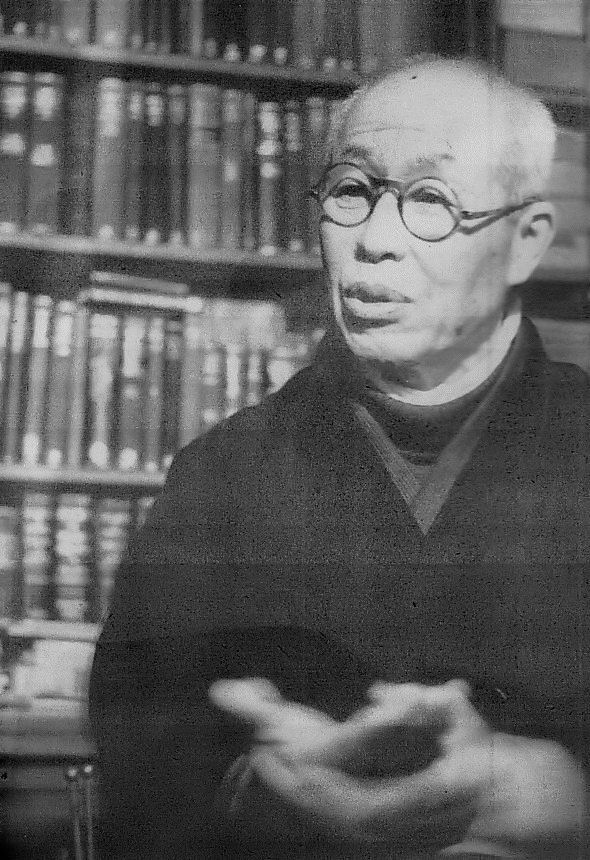
内山完造

内山 完造（うちやま かんぞう、1885年1月11日 - 1959年9月20日）は、日本の書店主・文化人。1930年代以降、中華民国と日本の両方で書店経営者として成功し、日中文化人交流に大きな影響を与えた。内山書店は現在も、東京の神田神保町で中国・アジア関連書籍を多く扱っている。
出身地は岡山県後月郡芳井村（現・井原市）で、村長の家に生まれた。

## 上海における内山書店の開設
内山は高等小学校を4年で中退。京都と大阪の商家で10数年間店員を勤めた後、1913年3月に上海へ渡った。入信したキリスト教会の牧師の紹介で、大学目薬・参天堂（現在の参天製薬）の出張販売員となるためである。各地を営業するうちに、粗衣粗食に耐える勤勉な苦力（クーリー）や信用を重んじる商人など中国の庶民に深い共感を覚えた。また中国人が、個人的な信用を重んじ、「官」の威光をむやみに信じないことや、現実を重視し実利的であることなども、彼の心に深く刻まれた。クリスチャンであった彼は、3年後に京都教会の牧野虎次牧師の勧めにより、家の事情で祇園の芸者となっていた井上美喜子と結婚した。女性自立のための経済的独立を持論とする彼は、妻の内職用に上海・北四川路の自宅に、板の間にビール箱を置いただけの簡素な売り場を設けて、キリスト教関係書の販売を始めた。最初は扱う書籍の数も少なかったが、書籍数が100冊を超える頃、客の要望に応えて、宗教書のみならず一般書の取り次ぎも行うようになった。1929年に「内山書店」を施高塔（スコット）路に移転した。路面電車の終点にも近く、商売には絶好のロケーションである。1930年には、彼自身も参天堂を辞めて「内山書店」の書店経営に専心した。1930年代半ば日本企業の上海進出、「円本ブーム」などの出版好況、そして日本人・中国人・朝鮮人の区別なく掛け売りを行う愛書家への奉仕に徹した営業方針などの理由により「内山書店」は急成長を遂げ、数年後には上海随一の日本書書店に成長した。

## 日中文化人らとの交流
1920年には上海YMCA主催の夏期講座を計画し、第1回の講師に森本厚吉、成瀬無極、賀川豊彦を招いたのがきっかけで、それ以来数年間にわたり、吉野作造をはじめとする文化人が上海を訪れるようになった。内山はその夏期講座の損失を負担するとともに、世話役として奔走した。1924年には、魏盛里の自宅の真向いにある空家を買い求め、独立した書店を営むようになり、そのころから内山書店は日中文化人や文芸愛好家らのたまり場となるようになった。やがて、それが誰もが自由に集って、自由に語り合える場となり、「文芸漫談会」と呼ばれるようになった。その中には、田漢、郁達夫、郭沫若などの日本留学経験者である中国知識人も含まれていた。1926年には谷崎潤一郎が2度目の上海訪問中、内山書店を訪れ、その著作で紹介したこともあり、日本からやってくる文化人は内山書店を窓口にして中国の知識人と交流を持つのが習わしとなった。1927年夏には、谷崎の紹介で上海を訪れた佐藤春夫に対しても、内山は谷崎の場合と同様に佐藤が中国の文学者と会うための骨折りをしている。

## 魯迅との親交
1927年、密かに汽船で広州を脱出した魯迅が上海へ渡り、内山が経営していた内山書店を訪れるようになった。
10月5日に魯迅が、魏盛里の内山書店に立ち寄った。魯迅が上海について2日後のことである。そのときは、内山は不在で顔を合わせていない。顔を合わせたのは数日後である。そのときのことを内山はこう書いている。「それから間もない頃いつも2、3人の友人を同伴した藍色の長衫（普通の支那服）を着た小柄であるがトテも特徴のある歩き方をする鼻下に黒い濃い鬚を生やした水晶の様に澄んだ眼をしたドッシリとして小柄に拘らず大きな感じのする人が私共の眼に映る様になった。いつであったか或日のこと、件の先生が一人で来られて色々本を撰り出した後で、長椅子に腰を下ろして家内のすすめたお茶を飲みながら煙草に火をつけて鮮やかな日本語で撰り出された幾冊かの本を指して、『老板（ラオバン）此の本をダラッチ路景雲里○○号に届けて下さい』といわれた」。
魯迅は、北京に妻をおきながら許広平と事実婚し、逮捕令を避けて上海内の住居を転々としたが、その住居の世話をしたのが内山であった。また内山の紹介で魯迅は、上海を訪れた金子光晴、武者小路実篤、横光利一、林芙美子、野口米次郎、長与善郎らの作家・詩人、長谷川如是閑、室伏高信、山本実彦らのジャーナリスト、塩谷温、増田渉らの中国文学者、禅の大家である鈴木大拙らに面会することになる。
1936年10月19日に魯迅が持病の喘息で急逝した時、その絶筆は、内山への日本語のメモであり、その内容は日本人主治医への連絡を内山に依頼するものであった。18日に許から手紙を受け取った内山は、すぐに須藤医師を手配、魯迅宅に駆けつけた。机に顔を伏した状態で煙草を片手に苦しむ魯迅を助け、休日の手配した医師らの診察後に一旦自宅に帰る。しかし、翌朝5時に再度の知らせで駆けつけると既に脈がなかった。内山は、親交の深かった魯迅の死を許とともに悲しんだという。
内山の著書『生ける支那の姿』（1936年出版）に魯迅による序があり、魯迅は内山を「老朋友」と著している。満州事変（1931年）以降、日中は度々干戈を交え、中国では反日の機運が高まった。内山も「日本のスパイ」呼ばわりされたこともある。これに対して魯迅は「彼が本を売るのは、金を儲けたいがためであって、この点に関して、犬にも劣る文人たちはもっと学ぶべきである」と擁護した。

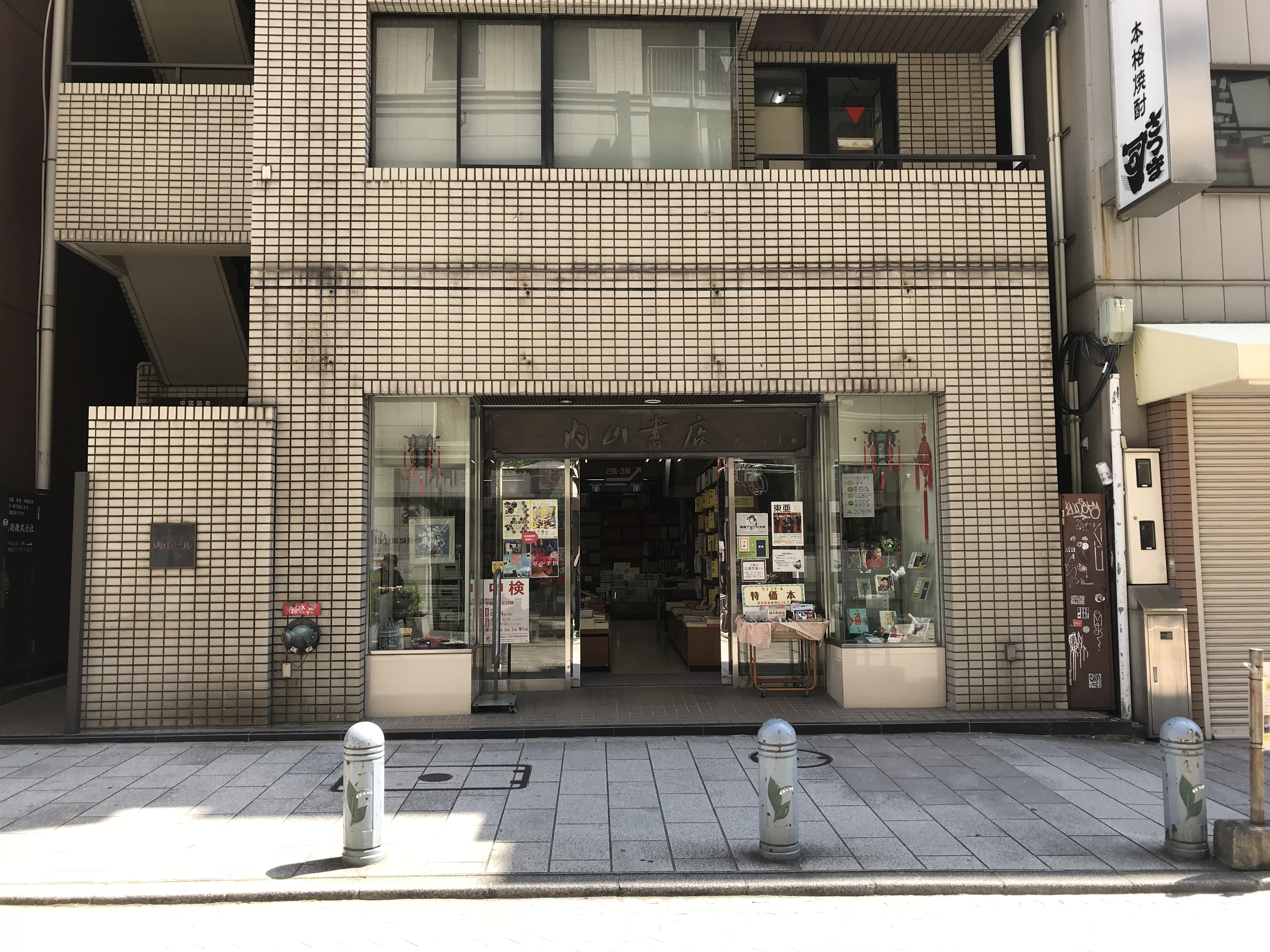
東京神保町にある内山書店

内山は1935年、内山書店を日本でも開業した（最初は東京・世田谷に、1937年には神田神保町へ移転）。日本が太平洋戦争に敗れたため上海の内山書店は閉鎖された。内山は1947年に帰国させられたが、中国をよく知る日本人として、1949年に成立した中華人民共和国が日本と国交がなかった時期から現在に至るまで、内山やその親族と中国の交流は続いている。
1950年（昭和25年）、日中友好協会理事長となった。1959年（昭和34年）、病気療養のため中国に渡り、北京で脳溢血のため死去した。
自伝的な回想録に1950年に脱稿した『花甲録』（岩波書店、1960年。平凡社東洋文庫、2011年、ISBN 9784582808070）がある。